# 达维德·谢尔盖延科
达维德·谢尔盖延科（1963年9月25日—）格鲁吉亚劳动、卫生和社会保障部长。谢尔盖延科毕业于格鲁吉亚国立医科大学。在出任比济纳·伊万尼什维利内阁成员前，谢尔盖延科在伊万尼什维利资助的夏季医疗中心中任职。谢尔盖延科会说三种语言格鲁吉亚语、俄语和英语。